# Rad-Weltcup 1996
Der Rad-Weltcup 1996 bestand aus 11 Eintagesrennen. Der Belgier Johan Museeuw gewann zum zweiten Mal den Weltcup. In der Mannschaftswertung siegte das Team Mapei-GB.

## Rennen
| Datum       | Radrennen                | Sieger           |
| ----------- | ------------------------ | ---------------- |
| 23. März    | Mailand-San Remo         | Gabriele Colombo |
| 7. April    | Flandern-Rundfahrt       | Michele Bartoli  |
| 14. April   | Paris–Roubaix            | Johan Museeuw    |
| 24. April   | Lüttich–Bastogne–Lüttich | Pascal Richard   |
| 27. April   | Amstel Gold Race         | Stefano Zanini   |
| 10. August  | Clásica San Sebastián    | Udo Bölts        |
| 18. August  | Leeds Classic            | Andrea Ferrigato |
| 25. August  | Meisterschaft von Zürich | Andrea Ferrigato |
| 15. Oktober | Paris–Tours              | Nicola Minali    |
| 21. Oktober | Lombardeirundfahrt       | Andrea Tafi      |
| 27. Oktober | Japan Cup                | Mauro Gianetti   |

## Endstand
| Platz | Fahrer           | Punkte |
| ----- | ---------------- | ------ |
| 1.    | Johan Museeuw    | 162    |
| 2.    | Andrea Ferrigato | 126    |
| 3.    | Michele Bartoli  | 124    |
| 4.    | Andrea Tafi      | 107    |
| 5.    | Stefano Zanini   | 88     |